# Sławiańsk nad Kubaniem
Sławiańsk nad Kubaniem (ros. Славянск-на-Кубани) – miasto w Rosji, w Kraju Krasnodarskim, nad Protoką (odnoga Kubania).
W mieście rozwinął się przemysł spożywczy oraz chemiczny.

## Demografia
- 2005 – 64 000
- 2021 – 67 777[3]

## Historia
- XII wiek - w miejscu, gdzie znajduje się współczesne miasto, istnieje handlowa osada kupców genueńskich Ło-Kopa (Koparia)[5].
- 1747 - budowa twierdzy krymskiej Jeni-Kopył, w sąsiedztwie której powstaje miasto Kopył[6].
- 1806 - pierwsze wzmianki o osadzie kozaków czarnomorskich przy kopylskiej przeprawie promowej[7].
- 1865 - kozackiej stanicy nadano nazwę Sławiańska (dla uhonorowania stacjonującego tu w latach 1774–1778 Sławiańskiego Pułku Huzarów[5].
- 1913 - budowa linii kolejowej[5].
- 1941 - 23 marca 1943 - okupacja niemiecka[8].
- 1958 - stanica otrzymuje prawa miejskie i nazwę Sławiańsk nad Kubaniem[5].